# 지나 베순

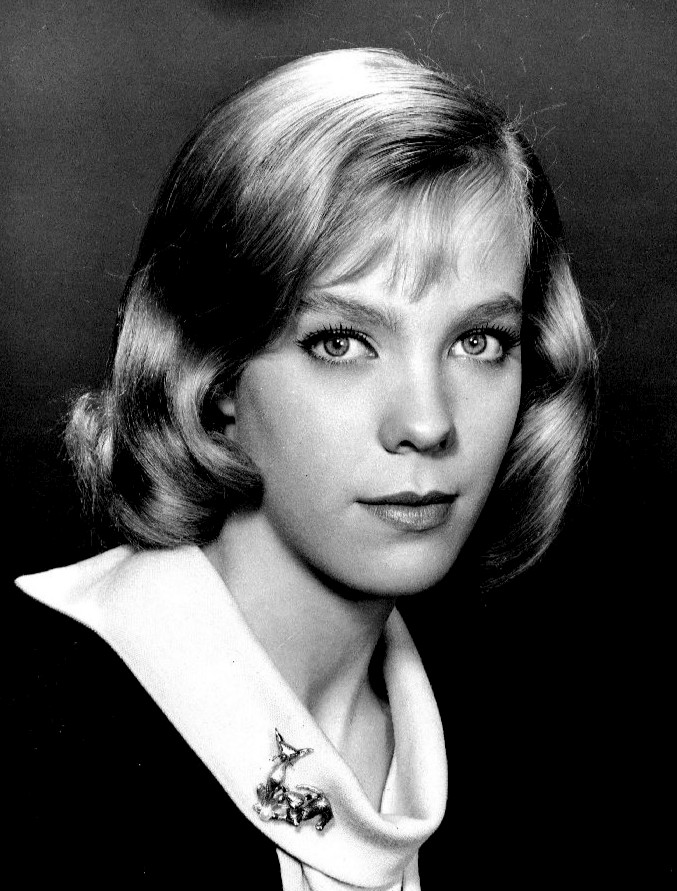

지나 베순(Zina Bethune, 1945년 2월 17일 ~ 2012년 2월 12일)은 미국의 배우, 안무가, 댄서, 텔레비전 배우, 영화배우이다.
뉴욕에서 태어났으며 로스앤젤레스에서 사망하였다.

## 영화
- 119 구조대 (1972년)
- 누가 내 문을 두드리는가? (1968년)
- 아이 콜 퍼스트 (1967년)
- 선라이즈 앳 캠포벨로 (1960년) - 애너 루즈벨트 역